# Боскауэн, Эвелин, 7-й виконт Фалмут
Генерал-майор Эвелин Эдвард Томас Боскауэн, 7-й виконт Фалмут (англ. Evelyn Edward Thomas Boscawen, 7th Viscount Falmouth; 24 июля 1847 — 1 октября 1918) — британский пэр и офицер британской армии.

## Биография
Родился 24 июля 1847 года. Старший сын Эвелина Боскауэна, 6-го виконта Фалмута (1819—1889), и Мэри Фрэнсис Элизабет Стэплтон, 17-й баронессы ле Диспенсер (1822—1891), дочери достопочтенного Томаса Стэплтона и Марии Уинн Бэнкс.
Эвелин Боскауэн был зачислен в Колдстримский гвардейский полк: он играл в крикет за бригаду дворцовой охраны, а затем за 1-й батальон Колдстримского гвардейского полка. Он участвовал в англо-египетской войне в 1882 году и, получив чин полковника в 1886 году, также принимал участие в Нильской экспедиции (1884—1885).
Генерал-майор (1898), помощник военного секретаря главнокомандующего Ирландии (1900), заместитель лейтенанта графства Кент (январь 1900) и заместитель лейтенанта Корнуолл (март 1900) . В августе 1902 года он вышел в отставку.
6 ноября 1889 года после смерти своего отца Эвелин Боскауэн унаследовал титулы 7-го виконта Фалмута в графстве Корнуолл и 7-го барона Боскауэна-Роуза в графстве Корнуолл, став членом Палаты лордов Великобритании.
20 ноября 1891 года после смерти своей матери Эвелин Боскауэн унаследовал титулы 14-го барона ле Диспенсер (Пэрство Англии).

## Семья
19 октября 1886 года церкви Святого Павла в Найтсбридже Эвелин Боскауэн женился на достопочтенной Кэтлин Дуглас-Пеннарт (1861 — 29 декабря 1953) , старшей дочери полковника Джорджа Шолто Гордона Дугласа-Пеннанта, 2-го барона Пенрина, и Памелы Бланш Рашоут. У супругов было пятеро детей:
- Эвелин Хью Джон Боскауэн, 8-й виконт Фалмут (5 августа 1887 — 18 февраля 1962), старший сын и преемник отца.
- Майор Достопочтенный Джордж Эдвард Боскауэн (6 декабря 1888 — 6 июня 1918)
- Достопочтенный Вир Дуглас Боскауэн (3 августа 1890 — 29 октября 1914)
- Подполковник Достопочтенный Милдмэй Томас Боскауэн (5 февраля 1892 — 13 ноября 1958)
- Достопочтенная Кэтлин Памела Мэри Корона Боскауэн (29 апреля 1902 — 25 июня 1995), актриса, известная под сценическим именем Памела Карме, вышла замуж за театрального менеджера Генри Шерека[7].

По словам сестёр леди Рэндольф Черчилль, он мог иметь с ней связь и мог быть биологическим отцом Джона Стрэнджа Спенсера-Черчилля, младшего брата Уинстона Черчилля.